# Erthal
Júlio Erthal (Rio de Janeiro, 1962) é um caricaturista brasileiro. Ganhou três Salões Nacionais do Humor e já teve seus desenhos publicados em O Pasquim, Veja, Época, Manchete e, mais recentemente, O Globo. Em 1998, lançou o livro Fatores de risco, com coletânea das charges e caricaturas que produziu durante o governo Fernando Henrique Cardoso. Este livro ganhou o 11º Troféu HQ Mix na categoria "Livro de caricaturas".